# Mount Afadjato
Mount Afadjato nebo též Afadja, je nejvyšší hora Ghany, nachází se v distriktu Hohoe. Její výška je 880 m.

## Poloha
Hora leží nedaleko vesnice Liati Wote hraničící s Togem. Nedaleko hory se nachází vodopády Tagbo.